# رنه باربیه
رنه باربیه (فرانسوی: René Barbier‎; ۴ مارس ۱۸۹۱ – ۱۴ فوریهٔ ۱۹۶۶) شمشیرباز اهل فرانسه بود.
وی در مسابقات کشوری و بین‌المللی در مجموع برندهٔ ۱ مدال نقره شده‌است.